# Balatonboglár
Het badstadje Balatonboglár ligt in Hongarije aan de zuidoever van het Balatonmeer. Het ligt op 45 km westwaarts van het, eveneens aan het meer gelegen Siófok.

## Badplaats
Balatonboglár is vooral gericht op het zomertoerisme en dus veel drukker dan de noordzijde vanwege het zandstrand. In vergelijking met de noordelijke oever met stenen in het water, is de hele zuidoever van het meer zanderig. Balatonboglár bezit een wit zandstrand in het meer, en is dus geschikt als kinderbadplaats. Tot ver in het water kan men nog niet goed zwemmen. In de winter is er weinig toerisme.

## Wijnbouw
In de omgeving van het dorp ligt een wijnbouwgebied waar de zoete, groenwitte Balatonboglari Muskotály-wijn vandaan komt.